# Purkrabí Hradeckého kraje

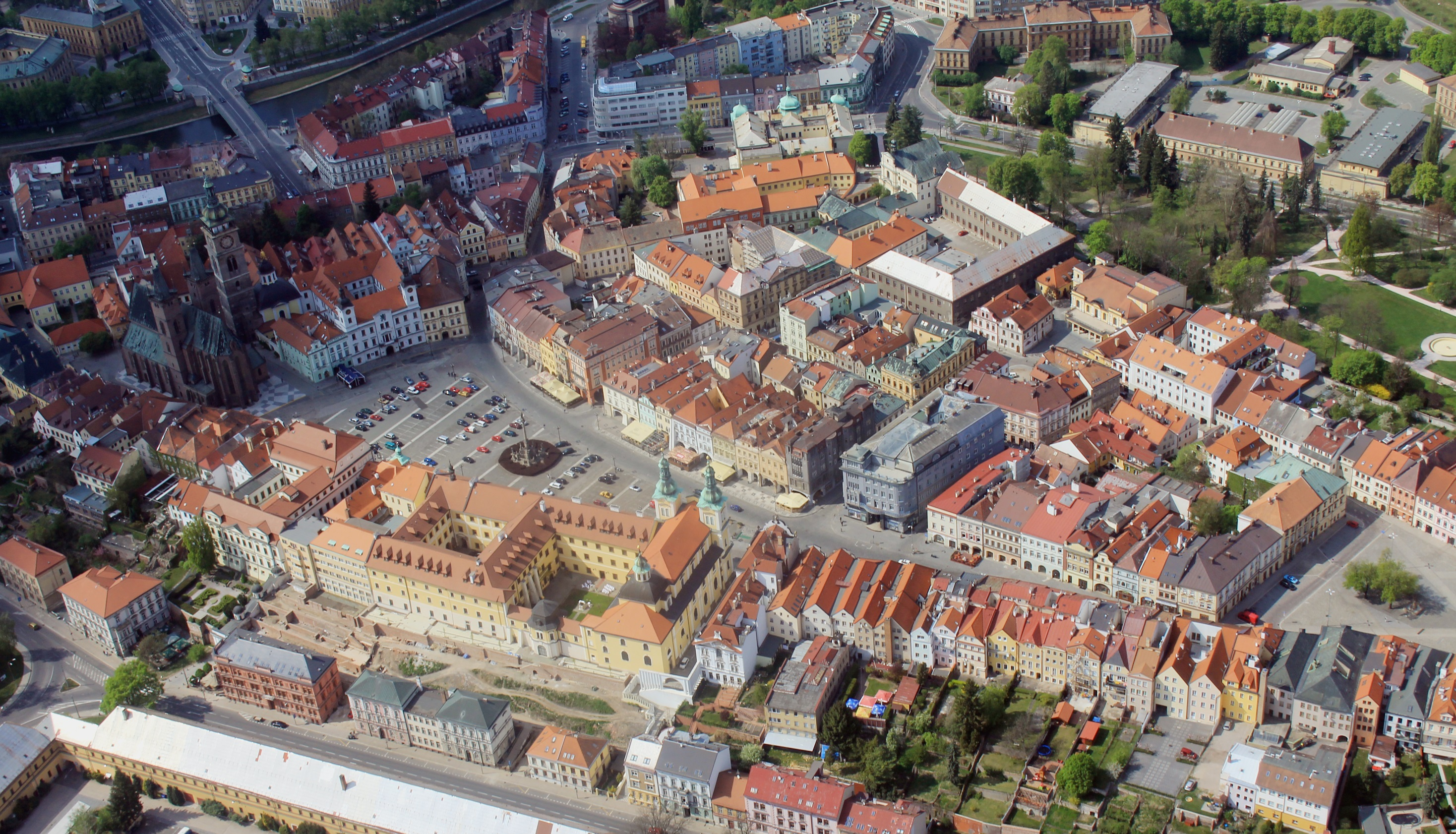
Letecký pohled na centrum Hradce Králové

Purkrabí Hradeckého kraje (německy Burggraf des Königgrätzer Kreises) byl jedním ze stavovských nejvyšších zemských úředníků Českého království. Byl správcem věnných měst a předsedou zvláštního soudu pro oblast hradeckého kraje. Tento soud byl obdobou pražského soudu purkrabského a soudil spory o dluhy mezi šlechtici z tohoto kraje a mezi šlechtici a měšťany, pokud obžalovaným byl šlechtic. Byl obsazován rytíři. Poprvé byl do kolegia nejvyšších zemských úředníků jmenován v dohodě mezi pány a rytíři roku 1497. Ze zemských úřadů byl nejnižší, tedy dvanáctý, takto figuroval i v Obnoveném zřízení zemském (1627). V předbělohorském období byl jmenován na doživotí, po roce 1627 pouze na pět let. Před Bílou horou přísahal králi a stavům, po Bílé hoře pouze králi a jeho dědicům. Jako spíše čestný úřad se udržel do zániku místodržitelského kolegia, jehož byl řádným členem, v roce 1748.
Z titulu své funkce zaujali místa přísedících většího zemského soudu v letech 1570–1620. Do úřadu přicházeli zpravidla už s částečnými zkušenostmi plynoucími z výkonu funkcí menších úředníků, krajských hejtmanů, výběrčích posudného nebo vojenské činnosti. Po nabytí zkušeností většinou přecházeli do úřadu karlštejnských purkrabství. V předbělohorské době se majetky hradeckých purkrabí pohybovaly od 50 do 200 osedlých.

## Seznam purkrabích Hradeckého kraje
- 1399 Předbor ze Žandova
- 1415 Jindřich z Vartemberka
- 1545 Mikuláš z Leskovce
- 1460–1471 Mikuláš Berka z Dubé
- 1471 Václav Hložek ze Žampachu
- 1478–1479 Vilém Krušina z Lichtenburka na Kumburce
- 1479–1495 Mikuláš (mladší) Hořický z Hořic a na Pecce († 1515)
- 1501–1502 Beneš Sendražský ze Sendražic (administrátor)
- 1500–1504 Václav Čéč z Nemyčevsi
- 1510–1513 Bohuněk Černín z Černína
- 1530–1542 (11. 9.) Jan Litoborský z Chlumu a na Pecce († 11. 9. 1542)
- 1543 Jan Chvalkovský z Hustiřan
- 1545–1561 Bernard Žehušický z Nestajova na Rýzmburku († 1563)
- 1571–1591 (3. 2.) Albrecht Kapoun ze Svojkova na Hlušicích († 3. 2. 1591)
- 1592–1603 Jan Vřesovec z Vřesovic na Podsedicích a Libčevsi († 1605)[2]
- 1603–1605 Kryštof Vratislav z Mitrovic na Lochovicích
- 1605–1615 Adam Hrzán z Harasova na Skalce a Lanškrouně  († 11. 1 1619)
- 1615 (13. 7.) – 1619 Kašpar Kaplíř ze Sulevic (1535 – 21. 6. 1621 Praha, popraven)
- 1619–1620 Bohuslav z Michalovic na Rvenicích (1565 – 21. 6. 1621 Praha, popraven)
- 1620 Fridrich z Bílé († 21. 6. 1621 Praha, popraven)
- 1623–1624 Humprecht III. Czernin z Chudenic (duben 1570 – 22. 5. 1632; poprvé)
- 1624 (24. 2.) – 1627 Kryštof Chanovský z Dlouhé Vsi
- 1628–1629 Humprecht III. Czernin z Chudenic (duben 1570 – 22. 5. 1632; podruhé)
- 1629 (3. 3.) – 1638 Jiří Malovec z Chýnova
- 1638–1640 Jan Jindřich Chanovský z Dlouhé Vsi
- 1640 (27. 8.) – 1647 Oldřich Sezima Karel Skuhrovský ze Skuhrova
- 1647 (7. 7.) – 1652 Fridrich Leopold z Věžník
- 1652–1653 Josue Kořenský z Terešova († 1653)
- 1653 (4. 12.) – 1663 Jan Vilém z Geršdorfu
- 1663 (3. 11.) František ze Šeidleru
- 1664 (4. 5.) – 1671 Lambert Hřebenář z Harrachu
- 1671 (20. 6.) – 1682 (2. 2.) Daniel Pachta z Rájova († 2. 2. 1682)
- 1682 (8. 4.) – 1685 Vilém Gervasius z Gollen († 1685)
- 1685 (30. 6.) – 1691 Ferdinand Kryštof ze Šeidleru
- 1691 (19. 7.) – 1697 Petr Mikuláš Straka z Nedabylic
- 1699 (29. 4.) – 1705 (24. 1.) František Michal z Věžník († 24. 1. 1705)
- 1705–1707 Václav Arnošt Markvart z Hrádku
- 1708–1718 Jan Hubert z Hartig
- 1718 (13. 7.) – 1719 (14. 10.) Ludvík Ignác Bechyně z Lažan († 14. 10. 1719)
- 1720 (29. 1.) – 1737 Jan František z Golče
- 1738 (14. 1.) Václav Kazimír Netolický z Eisenberka (4. 3. 1700 Přehořov – 15. 3. 1760 Praha)
- 1739 (1. 10.) – 1743 Jan Kryštof Bořek Dohalský z Dohalic (poprvé)
- 1743 (15. 6.) – 1748 Josef Jáchym Vančura z Řehnic (1692 – 6. 2. 1771 Praha)
- 1751–1764 Jan Kryštof Bořek Dohalský z Dohalic (podruhé)
- 1764 (1. 6.) – 1780 Jan Marcel z Hennetu
- 1780–1782 Jáchym Nesslinger ze Šelchengraben
- 1791–1796 (22. 4.) Matyáš Josef ze Smittmer († 22. 4. 1796)
- 1796–1803 Josef Taulov z Rosenthalu
- 1836 rytíř Karel Horn, titul propůjčen pro příležitost korunovace Ferdinanda V. v roce 1836, byl zároveň radou zemského soudu a přísedícím zemského výboru[3]